# Canthon quadriguttatus
Espèce
Synonymes
- Canthon elegans Castelnau, 1840[2]
- Choeridium elegans Castelnau, 1840[2]
- Copris obliquatus Voet 1806[3]
- Scarabaeus quadriguttatus Olivier, 1789

Canthon quadriguttatus est une espèce d'insectes coléoptères de la famille des Scarabaeidae, de la sous-famille des Scarabaeinae et de la tribu des Canthonini. Elle est trouvée au Brésil, en Colombie et au Suriname.